# Yann Lecompère
Yann René Robert Lecompère, né le 13 janvier 1981 à Troyes en France, est un joueur professionnel français de hockey sur glace.

## Carrière
Il a fait son hockey mineur au club de Chamonix, et dispute son premier match en élite avec les Huskies de Chamonix en 1998. Il a joué à Clermont-Ferrand, de 2001 à 2005, en Junior et en D1, puis en Super 16. En 2005, il quitte l’élite pour la division 1 avec Lyon, qui à la suite de leurs matchs de barrage perdus face à Bordeaux, descendent en Division 2. Mais, lui, reste en Division 1 et rejoint le rang des Boxers de Bordeaux, où il est même capitaine de l’équipe.

### Clubs successifs
- Huskies de Chamonix : de 1992 à 1994.
- Aigles de Saint-Gervais : de 1994 à 1995.
- Huskies de Chamonix : de 1995 à 2000.
- Jets de Viry : de 2000 à 2001.
- Sangliers Arvernes de Clermont : de 2001 à 2002.
- Scorpions de Mulhouse : en 2002.
- Sangliers Arvernes de Clermont : de 2002 à 2005.
- Lions de Lyon : de 2005 à 2006.
- Boxers de Bordeaux : depuis 2006 à 2009
- Chevaliers du lac d’Annecy : 2010

## Statistiquesen carrière
| Saison    | Équipe                             | Ligue        |    | Saison régulière | Saison régulière | Saison régulière | Saison régulière | Saison régulière |   | Séries éliminatoires | Séries éliminatoires | Séries éliminatoires | Séries éliminatoires | Séries éliminatoires |
| Saison    | Équipe                             | Ligue        | PJ | B                | A                | Pts              | Pun              | PJ               | B | A                    | Pts                  | Pun                  |                      |                      |
| 1998-1999 | Les Huskies de Chamonix            | Élite        | 1  | 0                | 0                | 0                | 0                | -                | - | -                    | -                    | -                    |                      |                      |
| 1999-2000 | Les Huskies de Chamonix            | Élite        | -  | -                | -                | -                | -                | -                | - | -                    | -                    | -                    |                      |                      |
| 2000-2001 | Les Jets de Viry                   | Élite        | ?  | 6                | 12               | 18               | ?                | -                | - | -                    | -                    | -                    |                      |                      |
| 2001-2002 | Les Sangliers Arvernes de Clermont | Division 1   | ?  | 3                | 19               | 22               | ?                | -                | - | -                    | -                    | -                    |                      |                      |
| 2002-2003 | Les Scorpions de Mulhouse          | Super 16     | 2  | 0                | 0                | 0                | 0                | -                | - | -                    | -                    | -                    |                      |                      |
| 2002-2003 | Les Sangliers Arvernes de Clermont | Super 16     | 16 | 0                | 4                | 4                | 80               | -                | - | -                    | -                    | -                    |                      |                      |
| 2003-2004 | Les Sangliers Arvernes de Clermont | Super 16     | 28 | 0                | 5                | 5                | 62               | -                | - | -                    | -                    | -                    |                      |                      |
| 2004-2005 | Les Sangliers Arvernes de Clermont | Ligue Magnus | 31 | 0                | 7                | 7                | 61               | -                | - | -                    | -                    | -                    |                      |                      |
| 2005-2006 | Les Lions de Lyon                  | Division 1   | 29 | 6                | 9                | 15               | 72               | -                | - | -                    | -                    | -                    |                      |                      |
| 2006-2007 | Les Boxers de Bordeaux             | Division 1   | 27 | 4                | 8                | 12               | 92               | -                | - | -                    | -                    | -                    |                      |                      |
| 2007-2008 | Les Boxers de Bordeaux             | Division 1   | 26 | 5                | 13               | 18               | 40               | 2                | 0 | 2                    | 2                    | 2                    |                      |                      |
| 2008-2009 | Les Boxers de Bordeaux             | Division 1   | 25 | 3                | 5                | 8                | 34               | 2                | 0 | 0                    | 0                    | 25                   |                      |                      |
| 2009-2010 | Les Boxers de Bordeaux             | Division 1   | 6  | 0                | 2                | 2                | 28               | -                | - | -                    | -                    | -                    |                      |                      |
| 2009-2010 | Chevaliers du lac d’Annecy         | Division 1   | 17 | 2                | 5                | 7                | 36               | -                | - | -                    | -                    | -                    |                      |                      |

## Palmarès
- 1997-1998 :
  - Champion de la Ligue des Alpes cadet.
- 2000-2001 :
  - Champion de France juniors.
  - Champion du Monde Division 1 des moins de 20 Ans